# Berkin Arslan
Berkin Kamil Arslan (* 3. Februar 1992 in Milas) ist ein türkischer Fußballspieler.

## Karriere

### Vereinskarriere
Arslan begann mit dem Vereinsfußball in der Jugend von Nazilli Belediyespor. Hier fiel er den Talentscouts von Galatasaray Istanbul auf und wurde 2007 mit einem Profivertrag ausgestattet und in die Jugendabteilung der Istanbuler transferiert. Zur Saison 2008/09 wurde er vom damaligen Trainer Michael Skibbe mit zum Saisonvorbereitungscamp genommen. Anschließend kehrte er zwar zur Reservemannschaft zurück, saß aber bei einigen Pokalbegegnungen auf der Ersatzbank. So debütierte er am 23. Dezember 2009 bei einer Pokalbegegnung gegen Trabzonspor. Für die Rückrunde der Saison 2011/12 wurde er an den Zweitligisten Kartalspor verliehen und spielte hier in drei Ligapartien.
Mit dem Auslaufen seines Vertrages mit Galatasaray im Sommer 2012 verließ er den Verein und wechselte zum neuen Zweitligisten Şanlıurfaspor. Im April 2014 löste er in gegenseitigem Einvernehmen mit der Vereinsführung seinen Vertrag auf und verließ den Klub.
Im Sommer 2014 wechselte Arslan innerhalb der TFF 1. Lig zum westtürkischen Vertreter Bucaspor.

### Nationalmannschaft
Arslan durchlief von der türkischen U-15 bis zur U-19 alle Jugendnationalmannschaften der Türkei. 2009 nahm er mit der türkischen U-17-Auswahl an der U-17-Fußball-Europameisterschaft 2009 teil, schied aber bereits in der Gruppenphase mit seiner Mannschaft aus dem Turnier aus. Im gleichen Jahr nahm er mit der türkischen U-17-Auswahl an der U-17-Fußball-Weltmeisterschaft 2009 teil und erreichte mit seiner Mannschaft das Viertelfinale.